# Polskie sztandary wojskowe

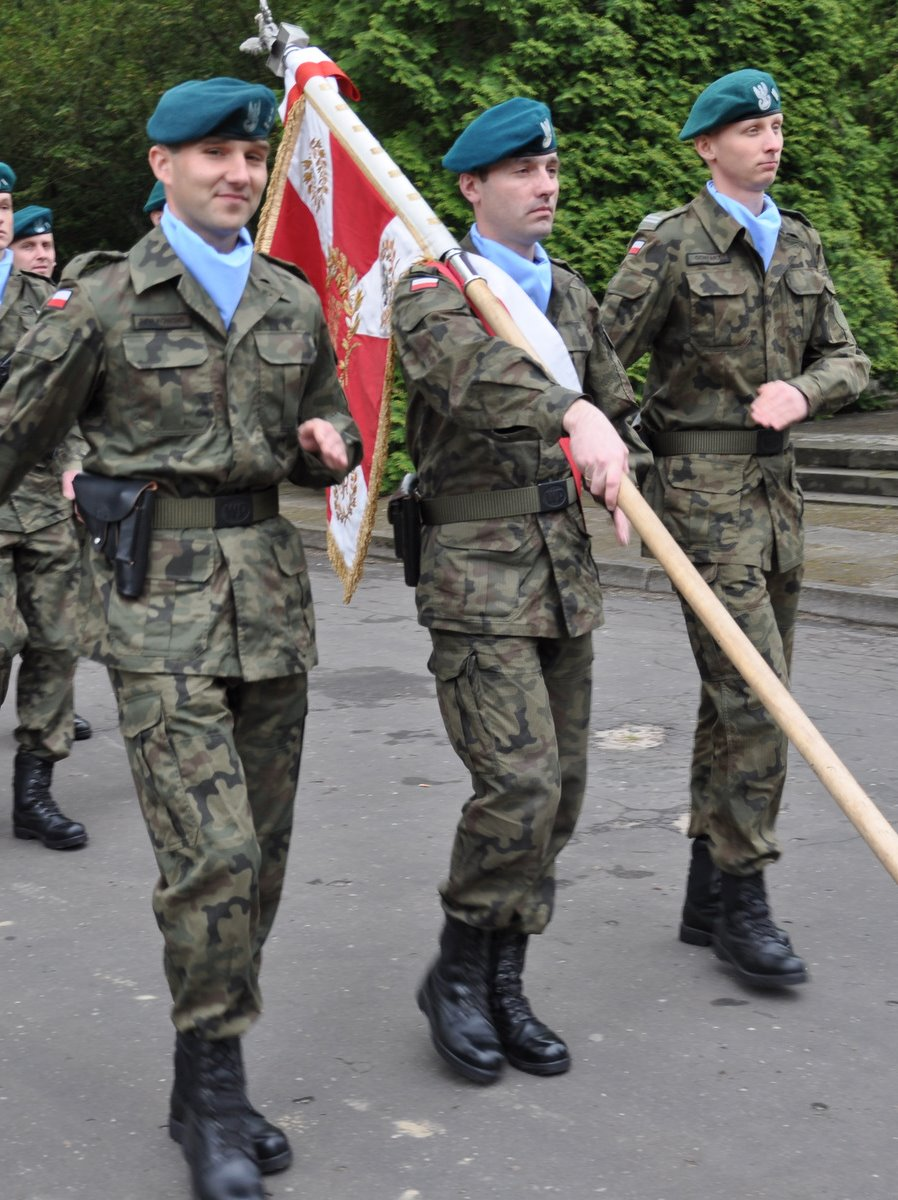
Sztandar 12 BZ ze Szczecina

Polskie sztandary wojskowe – znaki polskich jednostek wojskowych, symbole sławy wojennej i tradycji oraz wierności, honoru i męstwa żołnierza polskiego.

## Znaki bojowe i chorągwie I Rzeczypospolitej

Chorągiew królewska

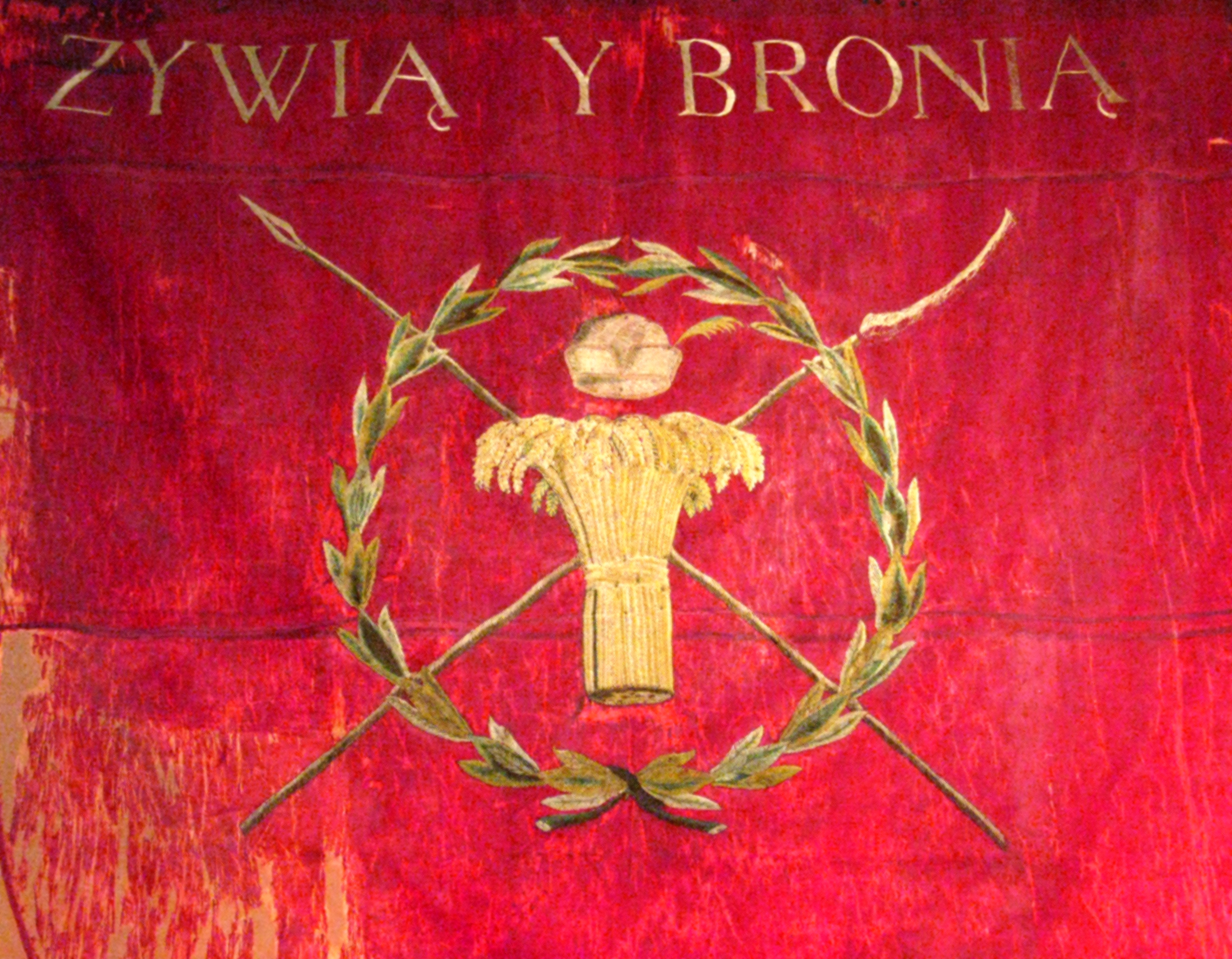
Sztandar batalionu kosynierów krakowskich

W Polsce chorągwie i znaki bojowe występują już we wczesnym średniowieczu. Gall Anonim wspomina o urzędzie specjalnego wojownika noszącego znak (chorągiew). Miały one różne kształty. Nanoszono na nie krzyże proste i ukośne, postacie ludzkie, a nawet gwiazdy.
W XIII w. na chorągwie wprowadzano herby rycerskie. Zachowały one swoje barwy bądź też chorągwie przyjęły barwy herbu. Z chwilą wyniesienia orła do rangi godła Królestwa Polskiego pojawiła się pierwsza chorągiew państwowa. Stanowiła ona znak króla polskiego. Od tego momentu zaczęły się w Polsce wyraźnie wykształcać trzy zasadnicze typy chorągwi: królewska, ziemska i rodowa (rycerska). Jan Długosz w relacji o bitwie pod Grunwaldem podaje opis polskiej chorągwi królewskiej: „była to chorągiew wielka, na której wyszyty był misternie orzeł biały z rozciągnionemi skrzydły, dziobem rozwartym i z koroną na głowie, jako herb i godło całego Królestwa Polskiego”. Do ochrony chorągwi utworzono urząd wielkiego koronnego chorążego, który to podczas uroczystości państwowych zajmował miejsce z prawej strony króla. Od połowy XVI w. każdy oddział wojska posiadał chorągiew, której płat złożony był z kolorów układanych w pasy, trójkąty lub szachownice. Na niektórych z nich zaczęły się pojawiać różnego rodzaju dewizy. Wojska zaciężne otrzymywały chorągiew w momencie rozpoczęcia formowania oddziału. Niszczono ją uroczyście w obecności wszystkich żołnierzy podczas jego rozwiązywania. Jazda używała małych chorągwi – kornetów. Ówczesne chorągwie i proporce różniły się znacznie między sobą wielkością płata, materiałem, z którego został wykonany, wykonaniem i kształtem.
Barwy biało-czerwone pojawiły się na chorągwiach na początku XVII w. Poziome biało czerwone pasy nawiązywały do barw herbowych. Nie zawsze jednak były zestawione na płachcie w heraldycznej kolejności. W tym też okresie barwę czerwoną często zastępowano karmazynową. Chorągwie wyróżniały oddział wojskowy, wskazywały kierunek uderzenia lub miejsca zbiórki. W czasie walki chorągiew była zawsze chroniona przez doborowy pododdział. Otaczano ją czcią, oddawano honory i na nią składano żołnierskie przysięgi. Podczas uroczystości z udziałem chorągwi żołnierzy obowiązywał mundur galowy.
Reformy wojskowe w XVIII w. ujednoliciły wygląd chorągwi wojskowych. Wprowadzono też dwa terminy: chorągiew i sztandar. Ta pierwsza stanowiła znak oddziałów pieszych, a sztandar – znak oddziałów jazdy. Płaty sztandaru ze względów praktycznych były znacznie mniejsze od chorągwianych.
Pierwsze prawne uregulowanie w armii polskiej dotyczące sztandarów znajdujemy w regulaminie musztry z roku 1767. Przewidywał on poświęcenie znaków i wbijanie w ich drzewce gwoździ. Szczególnie uroczyste ceremonie wręczania sztandarów odbywały się w okresie Sejmu Czteroletniego. Licznie uczestniczyła w nich ludność cywilna, wygłaszano patriotyczne mowy.
Pod swymi sztandarami i chorągwiami walczyły regularne jednostki wojska polskiego w powstaniu kościuszkowskim. Pod wpływem rewolucji francuskiej na znakach bojowych zaczęły się pojawiać nowe symbole. Na karmazynowej chorągwi batalionu kosynierów krakowskich obok snopa żyta oraz skrzyżowanej piki i kosy znajdowało się hasło insurekcji: ŻYWIĄ Y BRONIĄ.

## Sztandary okresu zaborów

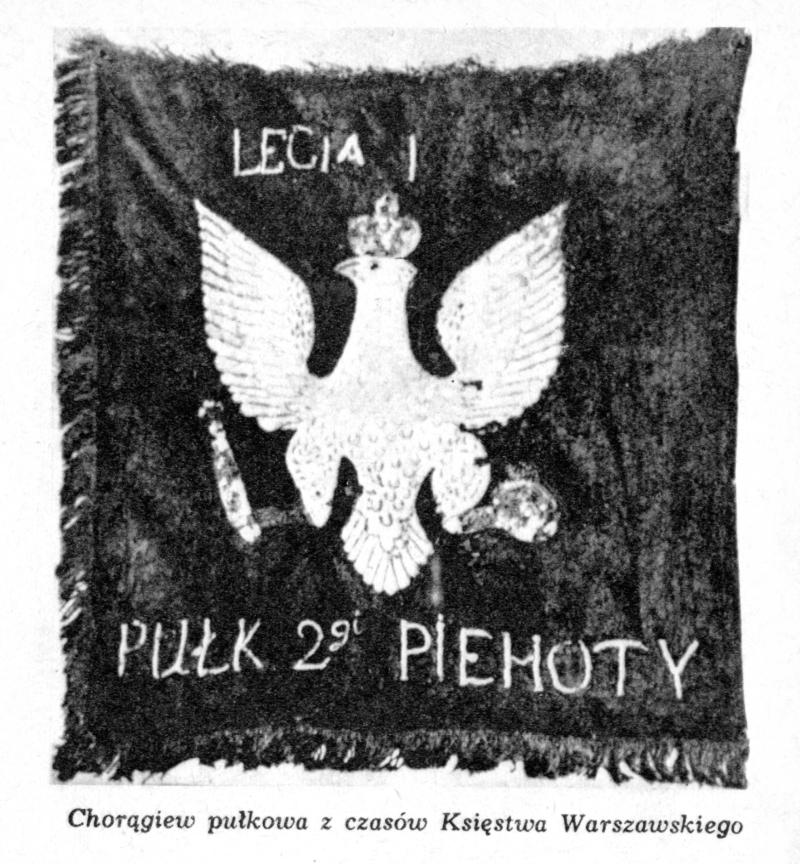
Orzeł 2 pułku piechoty

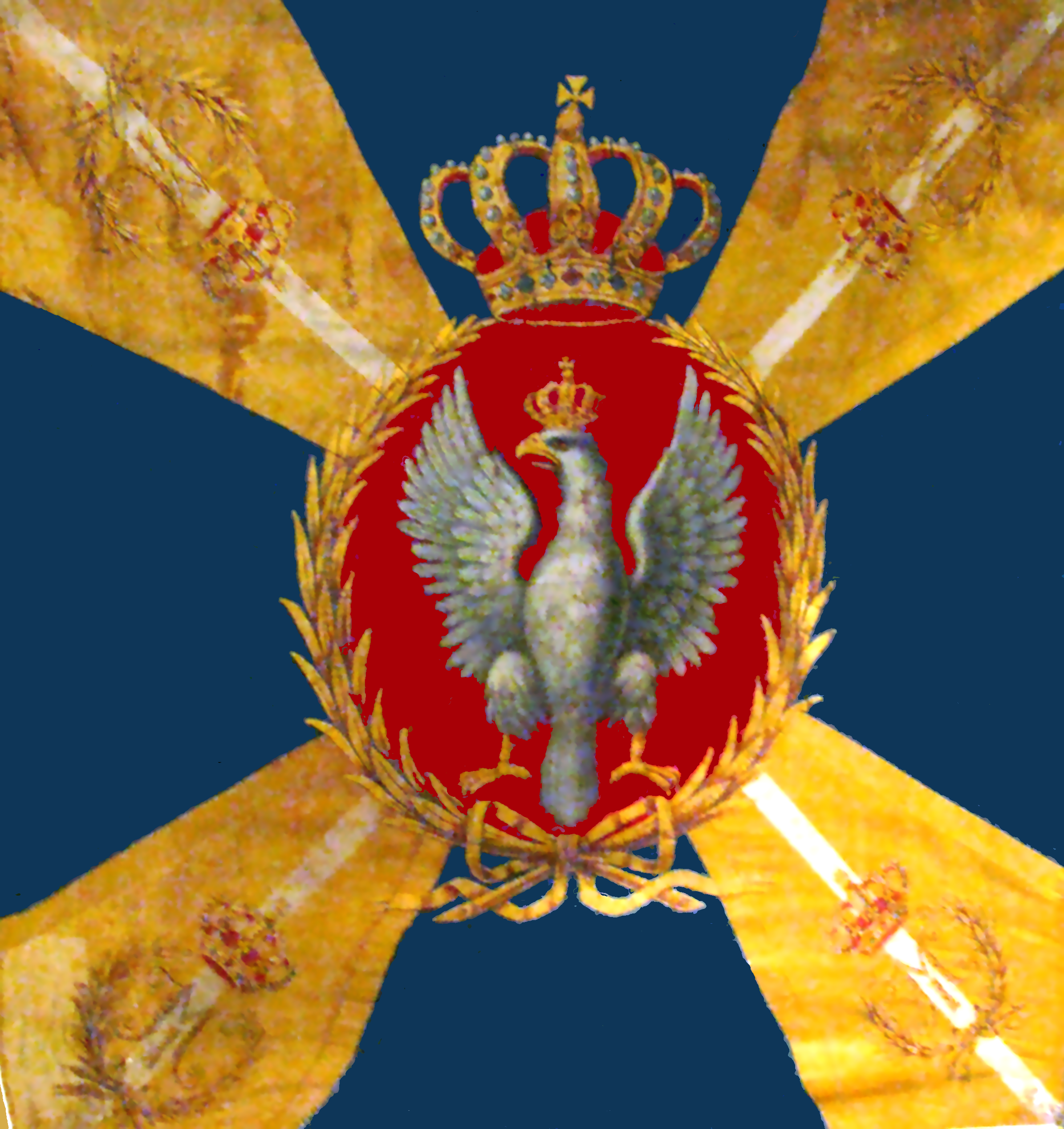
Sztandar z okresu Królestwa Kongresowego

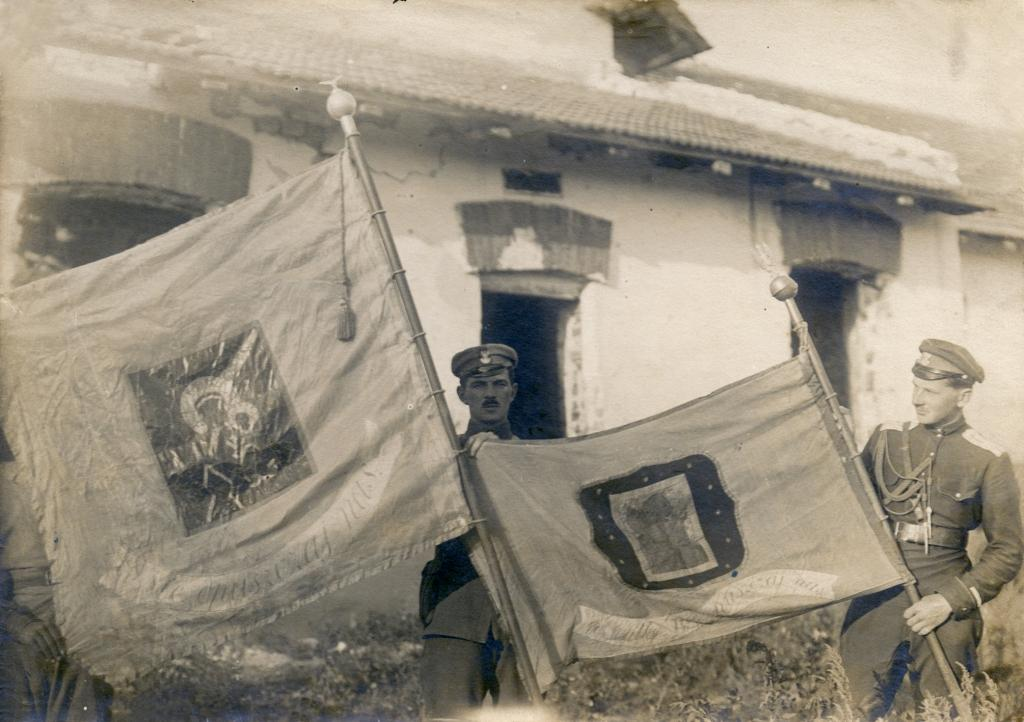
Sztandary jednostek polskich na Wschodzie

Sztandary Legionów Polskich we Włoszech
Dąbrowski nalegał, aby sztandary utrzymane były w polskich barwach narodowych: biało-karmazynowo-granatowych. Godził się na proponowane przez Lombardczyków napisy „Gli uomini liberi sono fratelli” i „Legion Polski Posiłkowy Lombardii”, ale nalegał, aby na sztandarze każdego batalionu był jeszcze napis z nazwą jednostki, np.: Batalion Grenadierów, Batalion Strzelców lub Batalion Fizylierów. Sztandary te wręczono Polakom już po wymarszu z Mediolanu 1 kwietnia 1797 roku. Chorągiew fizylierów z 1797 roku zachowała się do dziś i eksponowana jest w Heeresgeschichtliches Museum w Wiedniu.
Orły wojsk Księstwa Warszawskiego
W okresie Księstwa Warszawskiego Komisja Rządząca 16 marca 1807 uchwaliła wprowadzenie na wzór napoleoński orłów pułkowych. 3 maja 1807 w rocznicę uchwalenia konstytucji odbyła się uroczystość poświęcenia orłów i wręczenia ich wojsku. Jako pierwsze otrzymały je 1, 2 i 4 pułk z 1 Legii. Orły były darami społeczeństwa i miały na ogół jednolity wygląd. Na niewielkim amarantowym płacie o wymiarach ok. 50 × 50 cm koloru widniał orzeł biały w koronie z insygniami królewskimi w szponach. Obok znajdował się napis z nazwą i numerem pułku. Drzewce orła pułkowego wieńczył srebrny orzeł o wysokości ok. 20 cm i o rozpiętości skrzydeł do 30 cm Poniżej tabliczka z napisem: WOYSKO POLSKIE. Niektóre z „orłów pułkowych” nie posiadały płata, a jedynie zawiązane na drzewcu szarfy karmazynowe, biało-karmazynowe lub białe. Orłom oddawano honory. Prowadziła je kompania honorowa z orkiestrą. Nosili je najlepsi podoficerowie (orłowi) w towarzystwie straży orłowej. Po kampanii napoleońskiej 1812 roku oddziały Wojska Polskiego swoje orły złożyły w Warszawie przed ks. Józefem Poniatowskim. Po reorganizacji wojska znaki te również towarzyszyły żołnierzowi polskiemu w nowej kampanii 1813. Część znaków bojowych powróciła z wojskiem w 1814 do kraju. Złożono je w Arsenale Warszawskim.
Sztandary i chorągwie w czasach Królestwa Polskiego
W początkowym okresie Królestwa Polskiego Wojsko Polskie zachowało narodowy mundur i godło. 5 listopada 1815 oddziałom wojskowym wręczono chorągwie i sztandary. Na tle granatowego krzyża kawalerskiego umieszczony był w czerwonym polu biały orzeł w otoku z wieńca laurowego. Pola między ramionami krzyża dwukolorowe, różne dla poszczególnych pułków, a w rogach płata umieszczano królewskie inicjały: A I, a później M I. Na sztandarach jazdy orzeł haftowany był także srebrem, ale bez krzyża – na jednolitym karmazynowym tle.
W okresie powstania listopadowego powszechnym symbolem narodowym wojska i ludności cywilnej stała się ustalona ustawą sejmową z 7 lutego 1831 r. biało-czerwona kokarda.
Sztandary i chorągwie z inicjałami carskimi, decyzją Rządu Narodowego z 6 lutego, miały być zastąpione dawnymi orłami polskimi z napisem: Woysko Polskie. „Trudności techniczne” sprawiły, że oddziały używały swoich starych chorągwi i sztandarów. Wykorzystywane były również jako sztandary proporce z napisem: „W imię Boga, Za naszą i waszą wolność”.
Michał Klimecki tak określa wspomniane trudności techniczne: wobec istnienia wątpliwości, kto ma wręczać sztandary[...], Skrzynecki odmówił w imieniu wojska ich przyjęcia. sztandary złożone w twierdzy Modlin dostały się po jej kapitulacji w ręce Rosjan
Wraz z upadkiem powstania skończył się krótkotrwały okres używania symboli narodowych. Symbole te były kultywowane na emigracji. Na chorągwi Legionu Polskiego na Węgrzech umieszczono maksymę: Wolność, Równość, Braterstwo. Swój sztandar miał również tworzony w 1848 na ziemi włoskiej Legion Adama Mickiewicza. Płat: półczerwony z krzyżem białym i półbiały z krzyżem czerwonym. Na płacie widniał także orzeł srebrny na globie. Napisy: Pierwszy Zastęp Polski, na stronie odwrotnej: Słowiaństwo.
W czasie powstania styczniowego, oprócz biało-czerwonych kokard, niektóre oddziały powstańcze posiadały sztandary ofiarowane im przez społeczności lokalne. Miały one różne kształty i kolory. Najczęściej powtarzającymi się hasłami były: Śmierć lub zwycięstwo; Boże, zbaw Polskę; Wolność, Niepodległość.  Po upadku powstania obowiązywał surowy zakaz używania symboliki polskiej.
W okresie I wojny światowej w większości tworzonych polskich oddziałów zbrojnych obowiązywały polskie mundury, oznaki i sztandary. Były różne pod względem kształtu i formy, ale o tradycyjnych barwach narodowych.
Jednostkom polskim we Francji sztandary ufundowały miasta: Paryż, Verdun, Belfort i Nancy. Wręczenia ich dokonał prezydent Republiki Raymond Poincare. Sztandar Bajończyków projektował Ksawery Dunikowski. Właśnie ten sztandar podczas boju przeszyły 34 kule Został za to odznaczony francuskim Krzyżem Wojennym z Palmą i polskim Srebrnym Krzyżem Orderu Virtuti Militari.

## Sztandary II RP

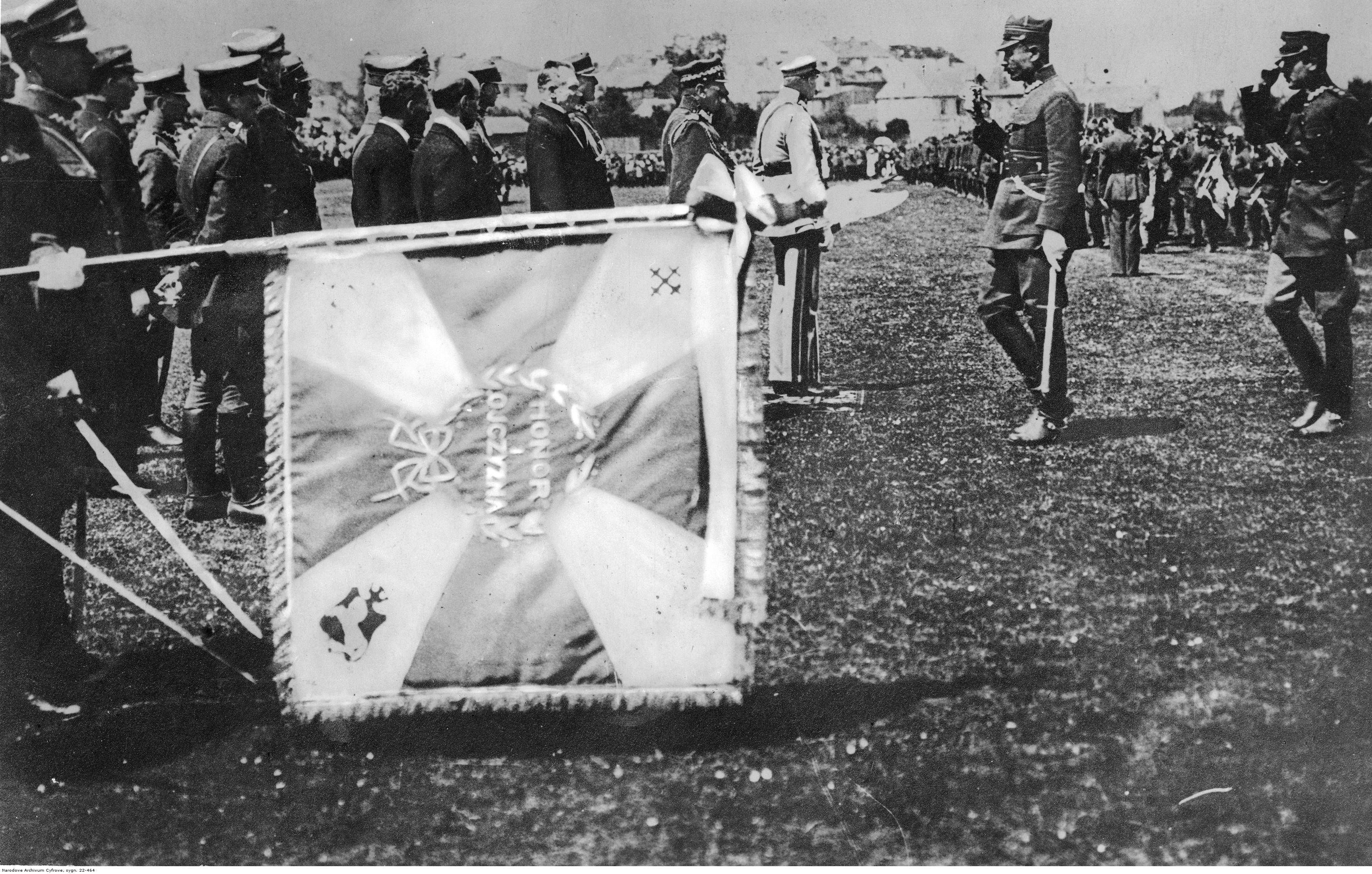
Chorągiew piechoty

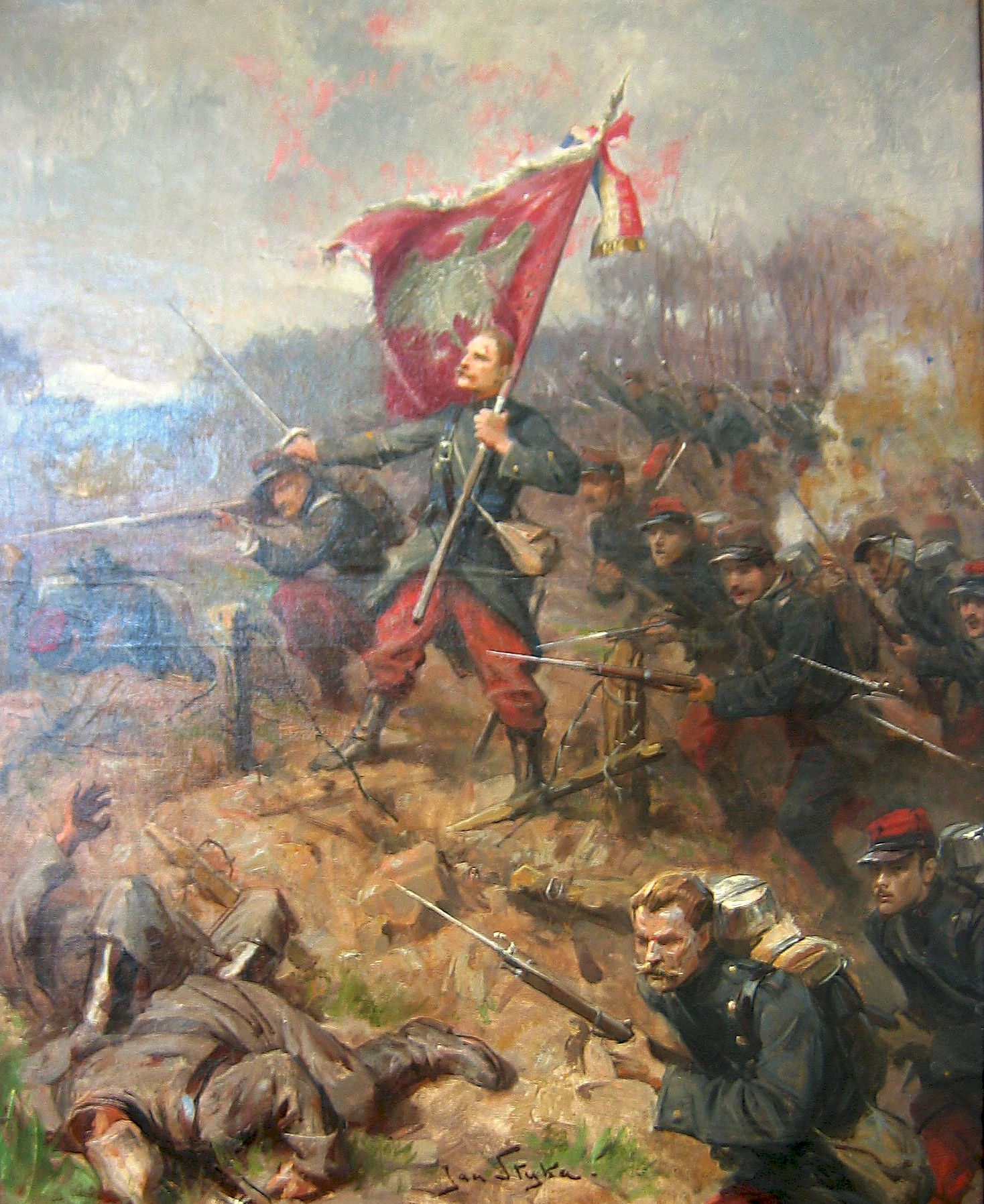
Śmierć Władysława Szujskiego w bitwie pod Sillery

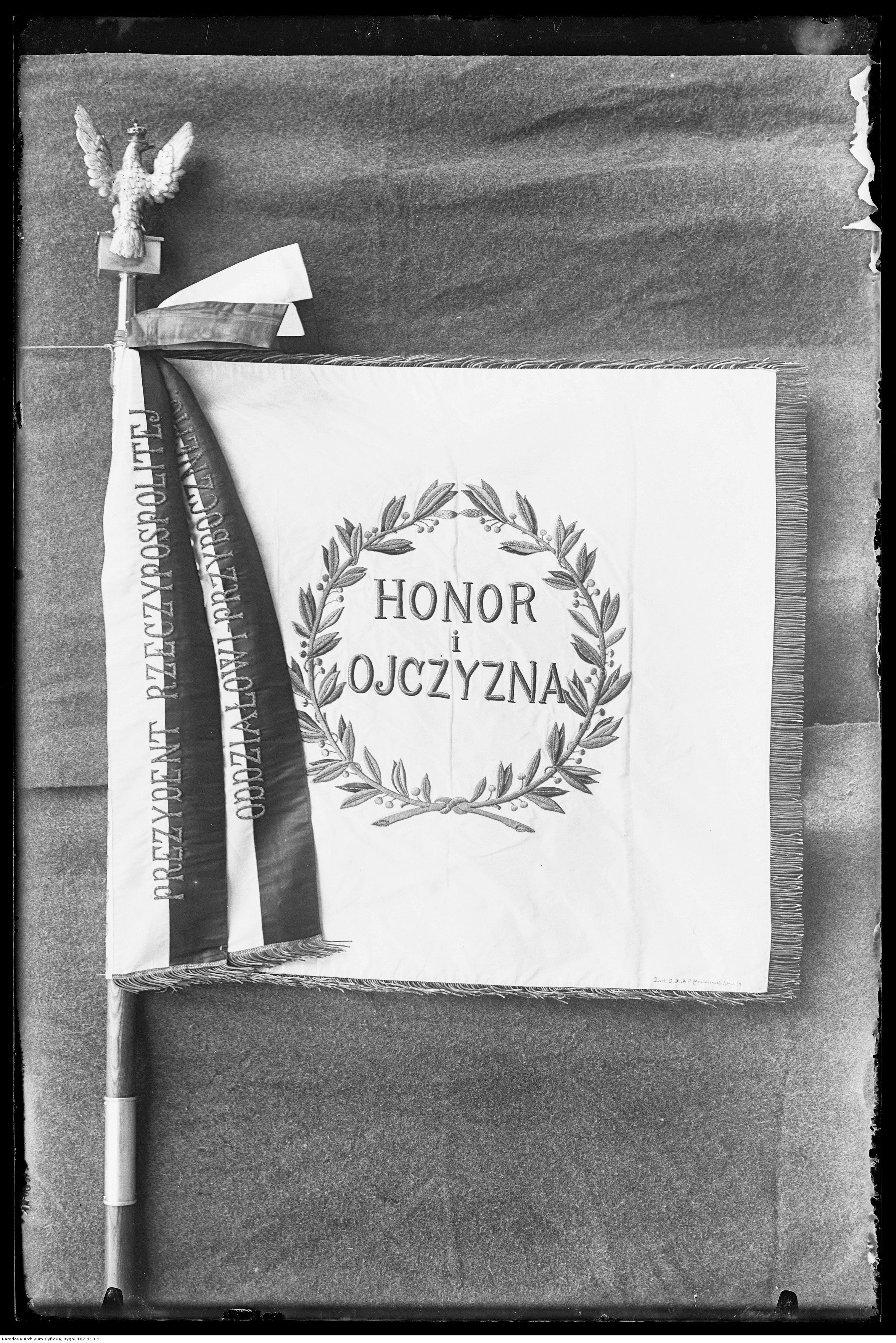
Sztandar Oddziału Przybocznego Prezydenta RP

Pierwszy jednolity wzór chorągwi dla piechoty i sztandaru dla jazdy ustalony został ustawą z 1 sierpnia 1919. Określono w niej rozmiary i barwy sztandarów oraz ich podstawową treść.
Chorągiew piechoty miała mieć kolor biały z czerwonym polskim krzyżem kawalerskim. Po stronie prawej w środku, w wieńcu wawrzynowym, znajdował się haftowany srebrny orzeł. Po rogach chorągwi w wieńcach laurowych umieszczano numer pułku. Chorągiew stanowiła kwadrat, którego bok wynosił 1 metr.
Po stronie lewej w środku, w otoku z wieńca wawrzynowego, umieszczano dewizę „HONOR I OJCZYZNA”. W rogach sztandaru, w mniejszych wieńcach haftowano herby i wizerunki świętych na tarczach lub numer formacji. Poza tym na lewej stronie na ramionach krzyża umieszczano daty i nazwy miejscowości związanych z tradycją pułku. Boki płata obramowane były złotą frędzlą.
Sztandar jazdy posiadał te same motywy. Był jednak mniejszy. Bok kwadratu wynosił 65 cm.
Drzewce, najczęściej z jesionowego drewna, o długości 250 cm i średnicy 3,5 cm łączone z dwóch części za pomocą stalowych okuć i zakończone stalowym „trzewikiem”.
Szczyt drzewca wieńczył orzeł metalowy, srebrzony, wsparty na tablicy z numerem pułku lub inicjałami. Pod orłem zawiązywano w kokardę wstęgę biało-czerwoną. Sztandary i chorągwie odznaczone Orderem Virtuti Militari ozdabiano niebiesko-czarną wstęgą orderu z przymocowaną odznaką.
Płat przymocowywano do drzewca najczęściej za pomocą skórzanej tulei i gwoździ.
W 1927, zgodnie z dekretem prezydenta państwa, zmieniony został rysunek godła państwowego. Minister Spraw Wojskowych wprowadził nowe godła na płaty sztandarów wojskowych. Orły na drzewcach pozostawiono bez zmiany „jako symbole i specjalne znaki wojskowo-historyczne i ornamentacyjne”.
Ostatnim aktem normującym tematykę sztandarów wojskowych w okresie międzywojennym był Dekret Prezydenta Rzeczypospolitej o znakach wojska i marynarki wojennej z 24 listopada 1937, opublikowany w Dzienniku Ustaw Rzeczypospolitej Polskiej nr 5 z 23 stycznia 1938. W dekrecie określono, że sztandar „jest widomym znakiem uosabiającym Państwo Polskie, jest symbolem najwyższych wartości ducha i ciała, których Polska wymaga od swych żołnierzy”. Zniesiono podział znaków na chorągwie i sztandary, ustanawiając jednolite określenie „sztandar” dla wszystkich formacji. Sztandary mogły być nadawane nie tylko jak dotychczas – piechocie, saperom i kawalerii, ale także i innym formacjom liniowym wojska. Mogły je też posiadać: artyleria, bronie pancerne, lotnictwo, łączność i samodzielne bataliony strzelców oraz szkoły tych formacji kształcące oficerów służby stałej i podoficerów zawodowych.
W 1938 roku wprowadzono rozety i pokrowce do zasłaniania numerów pułków na płatach sztandarów i podstawach orłów przy sztandarach. Utajniano w ten sposób jednostkę występujący na zewnątrz ze sztandarem.
Nadanie sztandaru
Sztandary nadawał oddziałom Zwierzchnik Sił Zbrojnych, prezydent Rzeczypospolitej, Zatwierdzał on elementy zmienne umieszczane na lewej stronie płatu sztandaru. Fakt nadania odnotowany był w rozkazie ministra Spraw Wojskowych i publikowane w Dziennikach Rozkazów MSWojsk. Wręczenie sztandarów przybierało postać uroczystości patriotyczno religijnej. Po mszy świętej następowało poświęcenie sztandaru. Następnie zaproszeni goście według ustalonej kolejności symboliczne wbijali gwoździe pamiątkowe. Gwoździe wbijali między innymi: biskup, Prezydent RP lub jego reprezentant, generalny inspektor sił zbrojnych, minister spraw wojskowych, wojewoda, starosta, dowódca pułku, przedstawiciele oficerów, podoficerów i szeregowych pułku. Następnie biskup wręczał sztandar przewodniczącemu komitetu fundacji sztandaru. Trębacze grali sygnał: „Baczność”, a następnie trzykrotnie „Hasło Wojska Polskiego”. Przewodniczący przekazywał sztandar rodzicom chrzestnym. Ci z kolei podchodzili do prezydenta RP lub jego reprezentanta i wręczali mu sztandar. Prezydent lub jego przedstawiciel prezentował sztandar, a dowódca pułku przyklękał i wypowiadał słowa: „Przysięgam na wierność” Wstawał, przejmował sztandar z rąk prezydenta po czym wracał do pocztu.
Poczet sztandarowy
W skład pieszego pocztu sztandarowego wchodzili: najmłodszy podporucznik kompanii sztandarowej – dowódca pocztu, chorąży i asysta: dwóch podoficerów w stopniu starszego sierżanta i sierżanta. Poczet sztandarowy ustawiał się na prawym skrzydle kompanii sztandarowej, a w kolumnie marszowej tworzył pierwszą czwórkę.
Konny poczet sztandarowy składał się z sześciu żołnierzy: dowódcy pocztu, sztandarowego i podsztandarowego oraz trzech szeregowych asysty.
Wrześniowe losy sztandarów wojskowych
Oddziały i szkoły wojskowe w przeddzień wybuchu wojny miały ogółem 245 sztandarów. Według Satory były to 233 sztandary. W okresie okupacji, podczas poszukiwań ukrytej broni, rewizji, a często zupełnie przypadkowo w ręce wroga dostało się 10 sztandarów. Były to sztandary: 14 pp, 42 pp, 54 pp, 62 pp, 64 pp, 70 pp, 72 pp, 7 Wielkopolskiego Pułku Strzelców, 8 pac, Okręgu Pomorskiego Legionu Młodych. Należy jednak podkreślić, że nie były to sztandary zdobyte w bezpośredniej walce. Kazimierz Satora pisze o wystawie zorganizowanej w Berlinie w 1941 roku. Powołując się na relacje świadka, określa liczbę sztandarów na około 10. Wymienia też sztandary eksponowane w Berlinie w grudniu 1967: 2 pszw. i 66 pp. Różne były losy sztandarów po zakończeniu działań bojowych. Część spalono bądź zakopywano, inne przenoszono przez granicę, by mogły stać się znakami odradzającego się na obczyźnie Wojska Polskiego. Większość sztandarów pozostała w kraju ukryta w chłopskich zabudowaniach, leśniczówkach, kościołach czy plebaniach. W późniejszym okresie okupacji wiele z nich przewieziono za granicę, korzystając między innymi z kanałów dyplomatycznych na Węgrzech, w Rumunii i na Litwie. Należy sądzić, że część sztandarów dostała się w ręce Rosjan. Sztandar 18 pal przez prawie 53 lata przechowywany był w Centralnym Muzeum Sił Zbrojnych ZSRR.

## Sztandary jednostek Polskich Sił Zbrojnych

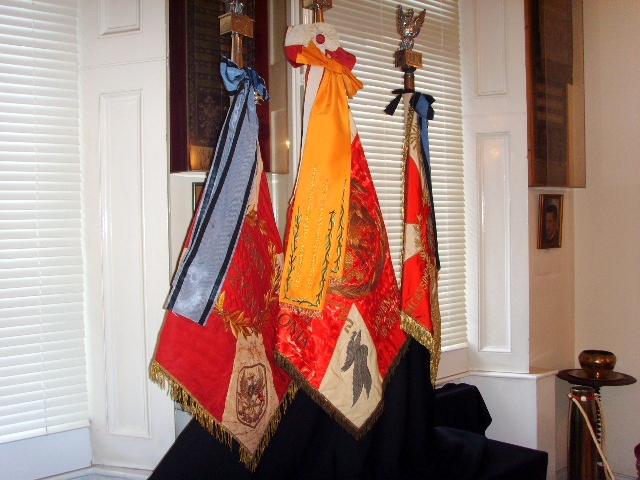
Sztandary jednostek PSZ

W oddziałach polskich na Zachodzie obowiązywał w tej materii Dekret Prezydenta Rzeczypospolitej o znakach wojska i marynarki wojennej z 24 listopada 1937 roku. 15 października 1943 roku dokonano zmiany w artykule 1: „W art. 10 pkt. 3 dekretu Prezydenta Rzeczypospolitej z dnia 24 listopada 1937 roku o znakach wojska i MW przed słowem Honor dodaje się słowo Bóg”.
Większość sztandarów PSZ przechowywana jest w Instytucie Polskim i Muzeum im. gen. Sikorskiego w Londynie. W Polsce, w Muzeum Wojska Polskiego w Warszawie znajduje się tylko jeden znak bojowy Polskich Sił Zbrojnych na Zachodzie – sztandar 2 Kaniowskiego batalionu saperów.

## Sztandary wojskowe w Polsce Ludowej
W 1943 roku organizatorzy tworzonego w Związku Radzieckim Wojska Polskiego zadecydowali, że nowe sztandary wojskowe będą nawiązywały barwami, formą i hasłami do tradycji narodowych. Zachowany został główny motyw płatu w formie czerwonego krzyża kawalerskiego na białym tle. Godło państwowe otrzymało formę orła piastowskiego bez korony, według wzoru przyjętego w 1 Dywizji Piechoty. Orzeł występował na stronie głównej płatu i wieńczył drzewce. Obok dawnej dewizy „Honor i Ojczyzna” wprowadzono hasło „Za Naszą i Waszą Wolność”. Oprócz tych napisów na stronie głównej płatów sztandarów dywizyjnych umieszczano numery i inicjały pułków, które wchodziły w ich skład. Nowym elementem było zastosowanie pośrodku strony odwrotnej portretów patronów jednostek i symboliczne sceny z walk.
Z chwilą wkroczenia Wojska Polskiego na terytorium Polski, sztandary dla nowo formowanych jednostek fundowało społeczeństwo wyzwalanych miast i regionów. Większość sztandarów miała zupełnie nietypową formę. Szyto je z aksamitu, płótna bawełnianego i wełny. Głowice najczęściej miały kształt orła bez korony lub grotu w kształcie piki lub kuli. Płaty sztandarów różniły się kształtem, barwą i sposobem wykonania. Często występowało na nich hasło „Za Naszą i Waszą Wolność”, „Honor i Ojczyzna” lub „Bóg i Ojczyzna”. Na stronie głównej zazwyczaj widniał orzeł bez korony, a na stronie odwrotnej wizerunki świętych.
Większość sztandarów ludowego Wojska Polskiego z okresu wojny jest przechowywana w zbiorach Muzeum Wojska Polskiego w Warszawie. Nie są znane losy sztandaru 8 Dywizji Piechoty, 1 samodzielnego pułku moździerzy, 16 Brygady Pancernej i 4 batalionu ochrony Sztabu Głównego WP.
Sztandar według wzoru 1946
Do 1946 oddziały ludowego Wojska Polskiego posiadały dotychczasowe sztandary, oraz te, które ofiarowało im zaraz po wojnie społeczeństwo w miejscach postoju.
W 1946 wprowadzono nowy wzór sztandaru. Zamiast krzyża kawalerskiego użyto Krzyż Grunwaldu – po stronie prawej czerwony na białym, po lewej biały na czerwonym. Wprawdzie utrzymano na stronie prawej dewizę Honor i Ojczyzna, ale w centrum lewej umieszczono nową – Za Polskę, Wolność i Lud. Słowo Honor umieszczono nad pozbawionym korony orłem, a Ojczyzna pod nim. W rogach sztandaru znajdowały się nad liśćmi laurowymi: po stronie prawej inicjały jednostki, po lewej tarcze herbowe. Brzegi płata otaczał wężyk generalski ze złotymi frędzlami. Głowicę sztandaru wykonano z jasnego metalu w kształcie orła o stylizowanych skrzydłach, przypominających skrzydła husarskie, siedzącego na cokole skrzynkowym z numerem jednostki na ściance licowej. Wzór sztandaru opracował Zygmunt Koperski, a grot – Alfred Jesion. Mimo obowiązującego wzoru były przypadki, że społeczeństwo wręczało jednostkom sztandary o wzorach zbliżonych do międzywojennych.
Wręczanie sztandaru
Uroczystość wręczenia sztandaru przebiegała według określonego ceremoniału. Rozpoczynała się przybyciem do koszar przedstawicieli Naczelnego Dowództwa WP oraz honorowych gości. Następowało złożenie meldunku przez dowódcę jednostki, a następnie przegląd kompanii honorowej przez przedstawiciela Naczelnego Dowództwa WP. Po mszy polowej oraz poświęceniu sztandaru osoba wręczająca sztandar odczytywała akt erekcyjny, następnie przekazywała sztandar dowódcy, który – składając podziękowanie – oddawał sztandar pocztowi sztandarowemu. W czasie ceremonii przywrócono osiemnastowieczny obyczaj wbijania w drzewce gwoździ pamiątkowych. Po tym akcie następowało wpisywanie się do księgi pamiątkowej. Następnie żołnierze składali przysięgę na świeżo otrzymany sztandar. Po przemówieniach okolicznościowych odbywała się defilada wojskowa. Uroczystość kończyła się przeglądem koszar, wspólnym obiadem żołnierskim i występami artystycznymi lub też zabawą.
Sztandary tego wzoru trafiły do niewielu jednostek, gdyż niemal po dziesięciu latach, wzór ponownie zmieniono.
Sztandar według wzoru 1955
Dekretem z 7 grudnia 1955 o znakach Sił Zbrojnych usunięto z wzoru sztandaru niemal wszystkie dotychczasowe elementy. Płat sztandaru o wymiarach 130 × 100 cm zszyty był z dwóch trójkątów koloru białego i dwóch koloru czerwonego. Na stronie prawej pośrodku na czerwonym tle obwiedzionym dwiema złotymi gałązkami wawrzynu, umieszczono orła białego bez korony ze złotym dziobem i szponami, na lewej zaś obwiedziona gałązkami wawrzynu nowa dewiza – Za naszą Ojczyznę, Polską Rzeczpospolitą Ludową. Pod nią widniała pełna nazwa jednostki. Głowicę sztandaru stanowił metalowy orzeł, tego samego wzoru co na głównej stronie płata. Przy głowicy na drzewcu wiązano kokardę z dwóch szarf o barwach narodowych, długości dolnego brzegu płata sztandaru. Tam też umieszczano się kokardy ze wstęg orderowych, jeśli została nimi odznaczona jednostka.
Dekret ustalał pojęcie sztandaru: „Sztandar jest symbolem niezłomnej wierności dla Polskiej Rzeczypospolitej Ludowej, honoru, męstwa, sławy wojennej i tradycji jednostki wojskowej. Sztandar przypomina każdemu żołnierzowi, że jego świętym obowiązkiem jest służyć ze wszystkich sił Polskiej Rzeczypospolitej Ludowej, stać nieugięcie na straży jej niepodległości i zdobyczy ludu pracującego, mężnie walczyć w obronie Ojczyzny aż do pełnego zwycięstwa nad wrogiem”. Regulaminu Służby Wewnętrznej Sił Zbrojnych PRL podawał, że: „Żołnierz otacza sztandar czcią oraz strzeże go i broni z najwyższym poświęceniem, nawet za cenę życia, nie dopuszczając do jego utraty”
Sztandar nadawała jednostce Rada Państwa, a wręczał go minister Obrony Narodowej lub upoważniona przez niego osoba. Przysługiwał on brygadom, pułkom, samodzielnym batalionom i dywizjonom, akademiom i szkołom wojskowym oraz ośrodkom szkolenia specjalistów wojskowych. Minister Obrony Narodowej mógł udzielić zezwolenia na otrzymanie sztandaru przez inne jednostki i instytucje sił zbrojnych.
Poczet sztandarowy składał się z dowódcy – oficera młodszego, sztandarowego (zazwyczaj chorążego) i asysty (podoficera zawodowego). Sztandarowy nosił szarfę biało-czerwoną przewieszoną przez prawe ramię, zwróconą kolorem białym w stronę kołnierza. W czasie uroczystości sztandar był rozwinięty i towarzyszyła mu kompania honorowa jednostki lub Kompania Reprezentacyjna Wojska Polskiego.
Zasady wręczania jednostkom sztandarów oraz ich dekorowanie określało zarządzenie ministra Obrony Narodowej z 22 marca 1961 roku i Ceremoniał wojskowy.
Przemiany polityczne w Polsce zapoczątkowane w 1989 umożliwiły odejście od komunistycznego dziedzictwa również w dziedzinie symboliki wojskowej. Nie ulegało wątpliwości, że sztandar wg wzoru z 1955 nie odpowiadał nowym zasadom ustrojowym państwa ani nie był społecznie akceptowalny. Zanim w 1993 wprowadzono nowy wzór sztandaru, powszechne stały się doraźne przeróbki krawieckie PRL-owskich sztandarów, o czym świadczy chociażby list do redakcji „Życia Warszawy” napisany przez ppor. rez. dr. Zbigniewa Wolaka, żołnierza Polskich Sił Zbrojnych we Włoszech i Wielkiej Brytanii oraz Armii Krajowej, po wyborze Lecha Wałęsy na urząd prezydenta RP: Z wielkim żalem obserwowałem, jak Pan Prezydent III Rzeczypospolitej Lech Wałęsa, przejmując zwierzchnictwo nad Siłami Zbrojnymi, składał hołd dziwnemu sztandarowi. Jest to sztandar Ludowego Wojska Polskiego, na którym doszyto koronę i usunięto słowo „Ludową”. Powstał dziwoląg językowy: ZA NASZĄ OJCZYZNĘ POLSKĄ RZECZPOSPOLITĄ (!?) [...]. Rozumiem pośpiech. Nie rozumiem, dlaczego na tę uroczystość nie posłużono się jakimkolwiek sztandarem z Muzeum WP.

## Sztandary Sił Zbrojnych RP
Całokształt spraw związanych z symboliką, nadawaniem i wyglądem sztandaru reguluje ustawa z 19 lutego 1993 o znakach Sił Zbrojnych Rzeczypospolitej Polskiej z późniejszymi zmianami.
Stanowi ona, że sztandar jest znakiem jednostki wojskowej Sił Zbrojnych Rzeczypospolitej Polskiej. Jest symbolem sławy wojennej i tradycji oraz wierności, honoru i męstwa, których Ojczyzna wymaga od swych żołnierzy. Prawo posiadania sztandaru przyznaje jednostkom liniowym wszystkich rodzajów sił zbrojnych oraz szkołom wojskowym.
Na sztandar wojskowy składają się: płat, głowica, drzewce i szarfa.
Płat sztandaru
To biała tkanina w kształcie kwadratu, po której obu stronach znajduje się krzyż kawalerski wykonany z tkaniny czerwonej. Jeden bok sztandaru wszyty jest w białą skórę. Boki sztandaru obszyte złotą frędzlą.
Na stronie głównej płata, pośrodku krzyża kawalerskiego, znajdują się dwie gałązki wawrzynu, haftowane złotym szychem (nić bawełniana owinięta spiralnie metalowym drucikiem). Pośrodku wieńca umieszczony wizerunek orła białego z głową zwróconą do drzewca.
W rogach płata umieszczone są wieńce wawrzynu z numerem jednostki lub inicjały jej nazwy.
Na stronie odwrotnej płata, pośrodku krzyża kawalerskiego, znajduje się napis „BÓG HONOR OJCZYZNA” w wieńcu z wawrzynu.
W rogach płata umieszczone są wieńce wawrzynu, a w ich polach mogą być herby miejscowości, symbole związane z historią jednostki wojskowej oraz emblematy lub inicjały fundatorów sztandaru.
Płat przymocowany jest do drzewca siedmioma gwoździami z białego metalu, po każdej stronie płata.
Głowica sztandaru
Głowicę sztandaru stanowi orzeł i podstawa. Wykonana jest z białego metalu. Korona, dziób i szpony orła są w kolorze złotym. Na przedniej ścianie podstawy jest umieszczony numer jednostki wojskowej lub
jej inicjały.
Drzewce sztandaru
Drzewce jest dwudzielne połączone tuleją z metalu białego. Na górnym końcu drzewca jest umieszczona głowica, a na dolnym – stożkowate okucie z metalu białego. Na drzewcu mogą być umieszczane gwoździe pamiątkowe.
Szarfa

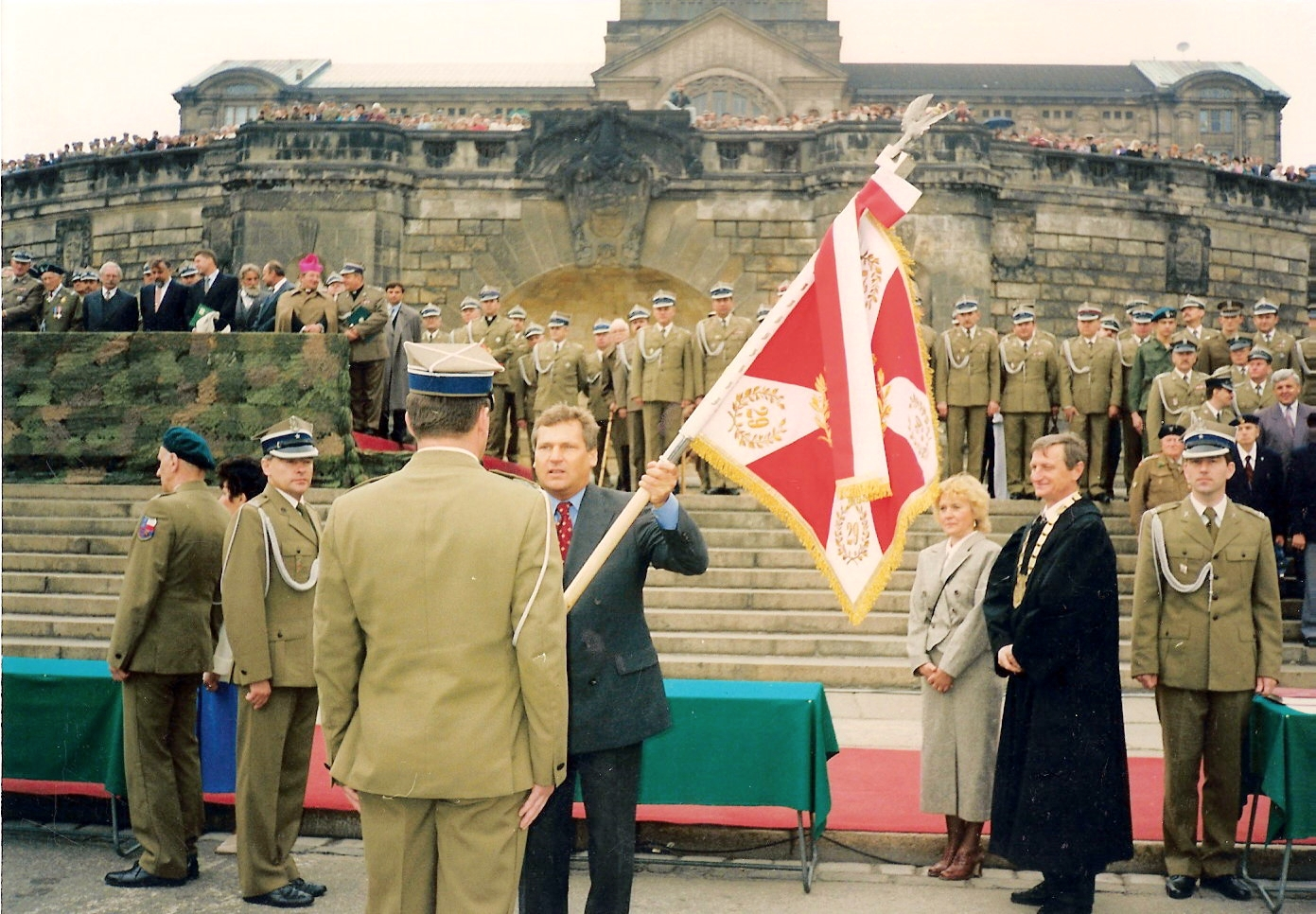
Akt wręczenia sztandaru przez prezydenta RP

Szarfa o barwach narodowych jest umieszczona poniżej podstawy z orłem po głównej stronie płata. Jej końce dochodzą do dolnego brzegu płata i są zakończone frędzlą koloru złotego. Na sztandarach jednostek wojskowych odznaczonych orderami wojennymi umieszcza się pod szarfą o barwach Rzeczypospolitej Polskiej szarfy z kolorami danego odznaczenia.
Nadanie sztandaru
Sztandar nadaje Prezydent Rzeczypospolitej Polskiej na wniosek Ministra Obrony Narodowej. Wręczenia dokonuje się uroczyście, w formie ustalonej w ceremoniale wojskowym. Dowódcy jednostki sztandar przekazuje Prezydent RP lub w jego imieniu minister ON lub bądź ich przedstawiciel.
Utrata sztandaru
Utrata lub zaginięcie sztandaru przez jednostkę wojskową prowadzi do jej rozformowania.

### Chorągiew Wojska Polskiego
Na mocy rozporządzenia Ministra Obrony Narodowej z dnia 4 grudnia 2020 r. zmieniającego rozporządzenie w sprawie określenia innych znaków używanych w Siłach Zbrojnych Rzeczypospolitej Polskiej, w Wojsku Polskim wprowadzone zostało nowe, nieznane dotąd weksylium – chorągiew Wojska Polskiego. Jest ona używana podczas uroczystości z ceremoniałem wojskowym w sytuacjach, gdy nie można skorzystać ze sztandaru wojskowego. Chorągiew nie zastępuje sztandaru jednostki wojskowej jako głównego znaku ją identyfikującego, a w intencji projektodawcy ma być znakiem identyfikującym Wojsko Polskie jako całość. Z tego tytułu można ją również eksponować na masztach flagowych w jednostkach wojskowych na co dzień oraz podczas świąt i uroczystości wojskowych, a także ogólnopaństwowych, w których wojsko bierze udział. Może być używana także jako chorągiewka na pojazdach wojskowych podczas pełnienia misji. Autorem projektu chorągwi jest Jarosław Pych. Szczegóły dotyczące sposobu jej używania określa rozporządzenie Ministra Obrony Narodowej z dnia 4 grudnia 2020 r. zmieniające rozporządzenie w sprawie sposobu używania znaków Sił Zbrojnych Rzeczypospolitej Polskiej.
Znak ten został wprowadzony w odpowiedzi w odpowiedzi na zgłaszane przez środowisko wojskowe potrzeby związane z wykonywaniem zadań z zakresu ceremoniału wojskowego. Jednostki organizacyjne wojska nieuprawnione do posiadania sztandaru (np. niesamodzielne kompanie i bataliony) w razie konieczności wystawienia kompanii honorowej nie miały dotąd żadnego weksylium. Problem ten dotyczył w szczególności Pułku Reprezentacyjnego Wojska Polskiego, gdzie jest tylko jeden sztandar i aż trzy kompanie reprezentacyjne, które często w tym samym czasie biorą udział w uroczystościach organizowanych w różnych miejscach. Podobne problemy zgłaszały również oddziały wyjeżdżające na misje zagraniczne, które pochodziły z różnych jednostek i nie mogły zabrać swoich sztandarów, gdyż większość stanu osobowego ich jednostek pozostawała w kraju. Z konieczności posługiwano się wówczas albo różnymi samorzutnie tworzonymi proporczykami, albo flagą biało-czerwoną z godłem, która zarezerwowana jest dla polskich przedstawicielstw dyplomatycznych i handlowych za granicą. Obecnie w takich i tym podobnych przypadkach (np. w razie konieczności renowacji sztandaru lub jego wymiany na nowy z powodu nieodwracalnego zużycia – do czasu zakończenia renowacji lub otrzymania nowego sztandaru) rozporządzenie daje możliwość użycia chorągwi Wojska Polskiego noszonej na drzewcu w asyście pocztu chorągwianego, podobnie jak sztandar.